# Tritoniopsis burchellii
Tritoniopsis burchellii är en irisväxtart som först beskrevs av Nicholas Edward Brown, och fick sitt nu gällande namn av Peter Goldblatt. Tritoniopsis burchellii ingår i släktet Tritoniopsis och familjen irisväxter. Inga underarter finns listade i Catalogue of Life.